# Mikroregion Senhor do Bonfim

Mikroregion Senhor do Bonfim

Mikroregion Senhor do Bonfim – mikroregion w brazylijskim stanie Bahia należący do mezoregionu Centro-Norte Baiano. Ma powierzchnię 13.067,30690 km²

## Gminy
- Andorinha
- Antônio Gonçalves
- Campo Formoso
- Filadélfia
- Itiúba
- Jaguarari
- Pindobaçu
- Senhor do Bonfim
- Umburanas